# Жайворонок Владислав Олександрович
Владислав Олександрович Жайворонок (нар. 10 квітня 1993, м. Берислав) — український військовослужбовець, солдат Окремого загону спеціального призначення «Азов» Національної гвардії України, учасник російсько-української війни, який відзначився під час відбиття російського вторгнення в Україну.

## Життєпис
Владислав Жайворонок народився в Бериславі на Херсонщині, у віці 16 років переїхав до Одеси, де вступив на радіотехнічний факультет Політехнічного інституту. Хотів стати оператором дронів, відкрив невелику майстерню, де займався ремонтом електроніки. Інформація про раннє життя Владислава Жайворонка обмежена. Після університету переїхав до Маріуполя, мріявши потрапити до полку «Азов», де на той час служив його товариш.

### Служба в полку «Азов»
У 2018 році приєднався до полку «Азов» у віці 26 років. За його словами, усвідомлення потенційної загрози повноцінної війни спонукало його стати військовослужбовцем, щоб не залишатися цивільним у разі ескалації конфлікту. Військова частина Владислава базувалася в Маріуполі, де він жив і проходив бойові навчання. 2019 року пройшов бойове хрещення як пілот дронів у районі Світлодарської дуги. 

### Оборона Маріуполя
Під час російського вторгнення брав участь в обороні Маріуполя, зокрема на території металургійного комбінату «Азовсталь». Вночі проти 16 травня 2022 року, під час боїв, отримав поранення внаслідок розриву протитанкової керованої ракети поблизу його з побратимами, що евакуювали пораненого захисника. Через наслідки травми ногу було ампутовано.
|                         | Біля мене вибухнула протитанкова ракета, якою намагалися вбити хлопців з нашої групи. Вбити тоді їм не вдалось нікого, але я отримав важкі уламкові поранення руки та втратив нижню ліву кінцівку – в документах написали: верхню третину стегна. Найсерйозніша для мене втрата – це зір одного ока |
| — Владислав Жайворонок, | |

16 травня 2022 року, за наказом командування Сил оборони України, Владислав із іншими оборонцями «Азовсталі», вийшов у полон.

### Полон і звільнення
Владислав провів у полоні півтора місяця в лікарні в окупованому Донецьку. За словами Владислава, лікування було вкрай формальним, там ставили на меті не вилікувати полонених, а не допустити їхньої смерті. 29 червня 2022 року його звільнили в рамках обміну полоненими. Після звільнення зазначав, що Міжнародний комітет Червоного Хреста не забезпечував належного нагляду за дотриманням прав полонених.

### Реабілітація
Після звільнення приїхав до Запоріжжя, де проходив реабілітацію, згодом його направили до Києва, де провели реконструкцію в Інституті мікрохірургії ока. У 2023 році прибув до США, де волонтери організації Відродження Захисників України організували для нього протезування у штаті Флорида. Працює в КМДА, вступив на навчання до університету.

## Родина
Вікторія — наречена, що дочекалася на Владислава з полону. Після звільнення, Владислав та Вікторія заручилися.

## Нагороди
- Медаль «За військову службу Україні» (25 березня 2022 р.)  – за особисту мужність і самовіддані дії, виявлені у захисті державного суверенітету та територіальної цілісності України, вірність військовій присязі, зразкове виконання службового обов’язку[12].